# Brachypalpus laphriformis
Brachypalpus laphriformis es una especie de mosca sírfida. Se distribuyen por el paleártico, con distribución limitada en Europa.

## Biología
Se encuentra en zonas boscosas (con árboles muy maduros de Fagus y Quercus con árboles muertos y madera podrida) donde son bioindicadores.  La larva se encuentra en la madera podrida, bajo la corteza. El macho tiene un vuelo rápido, zigzagueante sobre los árboles caídos. Ambos sexos visitan flores de umbelíferas y de Berberis, Crataegus, Photinia, Prunus y Sorbus. El período de vuelo es entre mayo y fines de junio.